# Wimbledon Heights
Wimbledon Heights – miasto w Australii, w stanie Wiktoria.